# Kapacitás (befogadóképesség)
A kapacitás szó jelentése: befogadóképesség, űrtartalom, nagyság; felfogó képesség, teljesítőképesség.

## Járművek befogadóképessége
Személyszállító járművek esetében a szállítható személyek száma. A KRESZ szerint két 10 év alatti gyermeket egy személynek kell tekinteni. (KRESZ IV. RÉSZ – A járműközlekedésre vonatkozó szabályok – III. fejezet – A járművek terhelése 46. § [2])
Gázokat és folyadékokat szállító járművek tartályának térfogatát tüntetik fel m³-ben.
Teherszállító eszközök (tehergépkocsi, tehervonat, teherhajó, személy- és teherfelvonó) rakterének térfogata m³-ben. Ezeken a járműveken többnyire a rakomány súlya alapján határozzák meg a befogadóképességet. A rakomány maximális tömegét határozzák meg kg-ban, mázsában vagy tonnában.

## Konyhai kisgépek kapacitása
- A beléjük helyezhető (bennük feldolgozható) ételek térfogata alapján literben.
- Tisztítógépek por- vagy szeméttartó zsákjának térfogata alapján literben.

## Számítástechnikai eszközök kapacitása
A rajtuk tárolható bájtok maximális mennyisége alapján:
- Merevlemezek esetében MB-ban (megabájt), GB-ban (gigabájt) vagy TB-bájtban (terabájt).
- Optikai adattároló lemezek esetében MB-ban (megabájt) vagy GB-ban (gigabájt).
- Memóriakártyák (pendrive, SD-kártyák stb.) esetében MB-ban (megabájt) vagy GB-ban (gigabájt).
- RAM (A rajta ideiglenesen tárolható maximális bájtok száma alapján.) általában MB-ban (megabájt) vagy GB-ban (gigabájt).

A számítástechnikában a mértékegységek többszöröseinek decimális képzését újonnan bináris előtétszókkal határozzák meg ahol 1 kibibájt = 1024 bájt. Erről részletesen a bináris prefixumok címszónál.